# Obiekt ogniowy
Obiekt ogniowy – rodzaj budowli obronnej lub ochronnej o przeznaczeniu wojskowym.
Obiekt w którym zapewnia się dogodne oraz ukryte umieszczenie środków ogniowych i ich obsługi, a także prowadzić z niego skuteczny ogień przeciw nieprzyjacielowi. Wykonywany jest dla pojedynczych strzelców, karabinów maszynowych, granatników, moździerzy, dział, czołgów itp. Obiekty takie dzieli się ze względu na kierunek w którym prowadzony jest ogień na: czołowe, skrzydłowe, przystosowane do obrony okrężnej (sektor ognia 360°) oraz przeciwlotnicze. Pod względem skuteczności ochrony dzielone są na zakryte, które niekiedy zwiemy schronami bojowymi oraz odkryte (okopy). Takie obiekty ogniowe stanowią jedną z najliczniejszych grup obiektów fortyfikacyjnych.